# Ansonia kraensis
Ansonia kraensis és una espècie de gripau de la família dels bufònids. Viu a altituds properes a 110 msnm a l'istme de Kra (sud de Tailàndia). El seu hàbitat natural són els rierols dels turons. Està amenaçat per la destrucció del seu hàbitat a causa de l'expansió de l'agricultura. Morfològicament, és similar a l'espècie Ansonia malayana.